# FEMS Yeast Research
FEMS Yeast Research  es una publicación científica de revisión por pares, que se centra en las levaduras y organismos tipo levaduras. La revista se estableció en 2001. Su publicador en Oxford University Press en nombre de la Federación de Sociedades Microbiológicas Europeas, y el editor jefe es John Morrissey.

## Acceso
Desde 2015 el nuevo editor Oxford Academics, de la (FEMS), permite el acceso completo pasado un año de la publicación de los artículos. 
En algunos casos bajo la licencia Creative Commons CC-BY-NC permite el uso, distribución y reproducción no comercial en cualquier medio, siempre que el trabajo original se cite correctamente.

## Extracción e indexación
La revista es indexada en las bases de datos bibliográficas siguientes:
- Academic Search Premier
- BIOSIS Previews
- Chemical Abstracts Service
- EMBASE
- Food Science & Technology Abstracts
- MEDLINE
- Science Citation Index Expanded
- Scopus

Según los Journal Citation Reports, la revista tiene un factor de impacto de 2.458 en 2018. Dentro del ranking de revistas se encuentra la número 14 de las 29 revistas en la categoría de "micología", la 81 de 162 revistas en "Biotecnología y biología aplicada", y la 83 de las 133 revistas en "Microbiología".